# Заболотский, Антон Александрович
Антон Александрович Заболотский (24 марта 1988, Ставрополь, Ставропольский край, РСФСР, СССР) — российский гандболист, вратарь гандбольного клуба «Динамо-Виктор» (Ставрополь) и сборной России по пляжному гандболу.

## Карьера игрока
Антон Заболотский родился в Ставрополе. С 2002 года начал заниматься гандболом. Первый тренер- Отрезов, Валерий Петрович. В 2005 Антон дебютировал в российской Суперлиге в составе ставропольского «Динамо-Виктор». В этом же году был впервые вызван в сборную России своего возраста. В 2009 году дебютировал за сборную России по пляжному гандболу, но не смог попасть наЧемпионат Европы, так как был призван в армию.
После возвращения из армии закрепил за собой позицию основного вратаря «Динамо-Виктор». А в 2012 году дебютировал на Чемпионат мира в Омане. В 2013 году стал серебряным призером Чемпионата Европы и Всемирных игр. В 2017 году вновь становиться серебряным призером «пляжного» Евро и получает титул «Лучшего вратаря Чемпионата Европы 2017» .
Антон Заболотский является рекордсменом «Динамо-Виктор» по проведенным играм за клуб.

## Достижения
Клубные
 Серебряный призер чемпионата России(2020)
 Бронзовый призер чемпионата России (2021)
Сборная России по пляжному гандболу
- Серебряный призер Всемирных игр (2013)
- Серебряный призер Чемпионата Европы по пляжному гандболу (2013; 2017)
- Бронзовый призер Чемпионата Европы по пляжному гандболу

Клубные(Пляжный гандбол)

- Чемпион России по пляжному гандболу(2010; 2013)
- Серебряный призер чемпионата России (2011; 2012; 2014; 2016; 2019)
- Бронзовый призер.чемпионата России (2005; 2015)

## Статистика
| Сезон     | Команда       | Суперлига      | Кубок России | Еврокубки       | Всего            |
| --------- | ------------- | -------------- | ------------ | --------------- | ---------------- |
| 2015/2016 | Динамо-Виктор | 28 игр(1 гол)  | 2 игры       | -               | 30 игр           |
| 2016/2017 | Динамо-Виктор | 28 игр         | 3 игры       | -               | 31 игра          |
| 2017/2018 | Динамо-Виктор | 28 игр         | 1 игра       | 8 игр (2 гола)  | 37 игр           |
| 2018/2019 | Динамо-Виктор | 29 игр         | 1 игра       | 8 игр           | 38 игр           |
|           | Всего:        | 113 игр(1 гол) | 7 игр        | 16 игр (2 гола) | 136 игр (3 гола) |